# Limenaria
Limenaria (griechisch Λιμενάρια (n. pl.)) ist ein Ort mit 2.471 Einwohnern (2011) an der südwestlichen Küste der griechischen Insel Thasos. Gemeinsam mit dem Bergdorf Kastro (9 Einwohner) bildet es den gleichnamigen Stadtbezirk (Δημοτική Κοινότητα Λιμεναρίων Dimotikí Kinótita Limenaríon).

## Lage

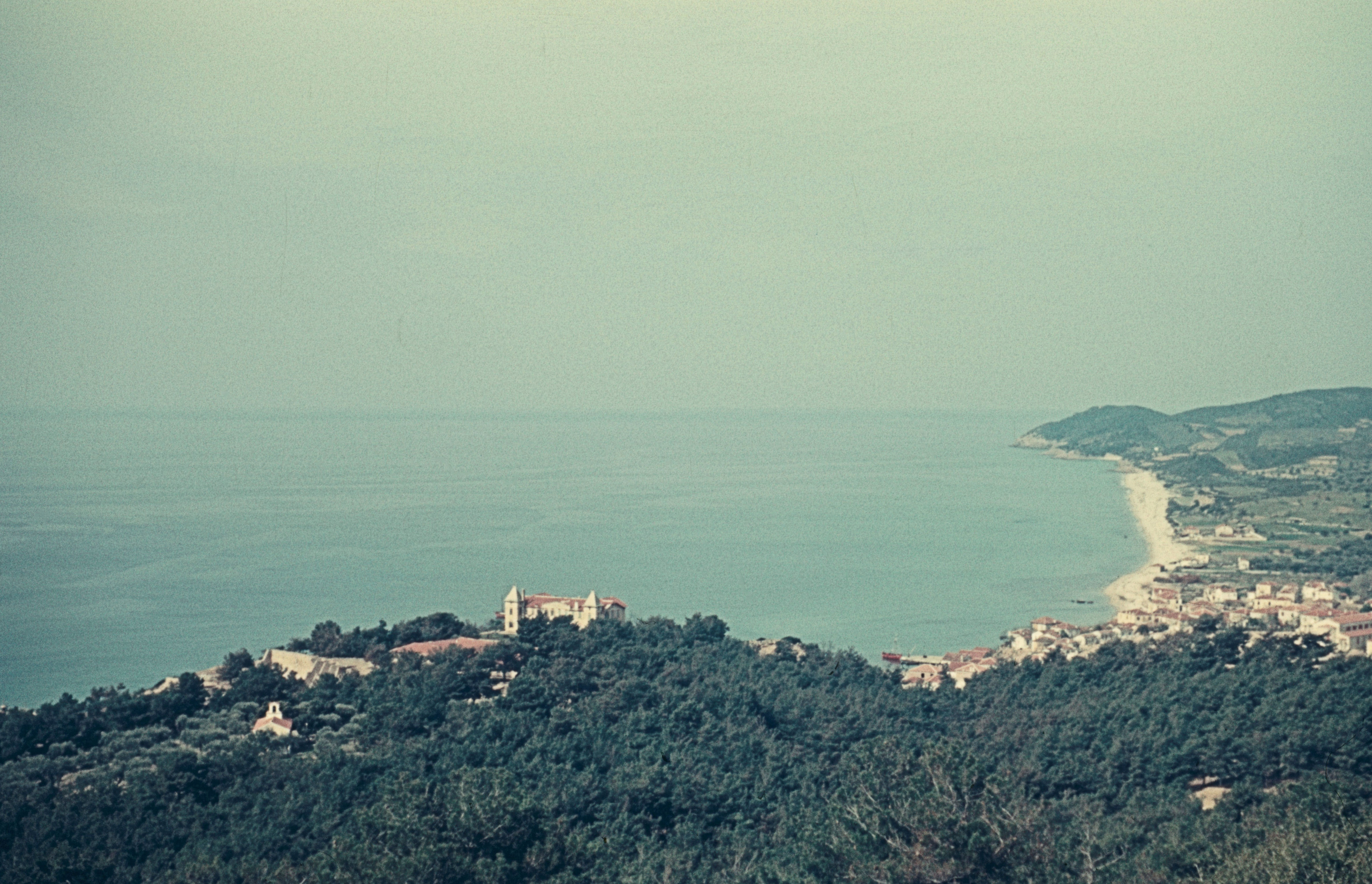
Limenaria vom Speidel’schen Sprengstoffmagazin (1957)

Der Ort liegt im Südwesten der Insel und ist heute die zweitgrößte Kleinstadt auf Thasos. Sie besitzt einen durch eine 220 m lange Mole geschützten Hafen, eine über 400 m befestigte Uferpromenade, die Parelia, eine Volksschule, ein Gymnasium, Post und zwei Banken, Kirchen und Kapellen und eine große Auswahl von Tavernen, Ouzerien und Geschäften. 

## Geschichte
Im direkten und näheren Bereich der heutigen Ortslage finden sich bedeutende frühe Siedlungen und Bergbaue:
- Rotocker-Bergbaue Tzines und Vaftochili aus dem Jungpaläolithikum, 5 km nördlich des heutigen Ortes Limenaria
- Siedlungsstelle aus dem Neolithikum, im heutigen Ortszentrum
- Siedlung Paliokastro aus der Frühen Eisenzeit, 4,5 km nordwestlich
- Kupferbergbaue und Hüttenplätze Koumaria, Agios Elephterios, Koupanada, Kokikini Petra, Vouves aus dem 8. Jahrhundert v. Chr. bis ins 10. Jahrhundert n. Chr., 2 bis 5 km nördlich bis nordöstlich
- Blei-/Silberverhüttungen Skres und Metallia aus dem 5. Jahrhundert v. Chr. bis 10. Jahrhundert n. Chr., 1 bzw. 5 km östlich
- Eisenerzverhüttung Vambakies, 3 km südöstlich

Der Ort Limenaria wird in der frühen griechischen Geschichte der Insel nicht erwähnt. Auch aus osmanischer Zeit gibt es keinen Hinweis. Alexander Conze, einer der frühen Reisenden, bezeichnet noch 1858 die heutige Ortslage von Limenaria als „Oliven- und Wein-Bepflanzte Ebene der Skala des Dorfes Kastro, welches selbst drei Stunden weit talaufwärts liegt“. Er erwähnt jedoch die Tatsache, dass „die Bewohner von Kastro hier Hütten (καλύβες) und eine Kirche zu Ehren des heiligen Georgios gebaut haben, an deren Stelle bei fortdauernder Sicherheit vor Seeraub der ganze Ort übersiedeln und seinen jetzigen Platz in den Bergen öde liegen lassen wird“. Daraus ist zu schließen, dass im heutigen nördlichen Vorort von Limenaria, in Kalyvia, die Keimzelle des Ortes liegt. Hier wird am Dienstag nach Ostern das Fest des heiligen Georgios gefeiert.
Ende des 19. / Anfang des 20. Jahrhunderts zieht die im Bergdorf Kastro angesiedelte Bevölkerung an die Küste und gründet bei Kalyvia das heutige Limenaria als den jüngsten Küstenort der Insel, unter türkischer Herrschaft Hamedie (Χαμεδίε) genannt.

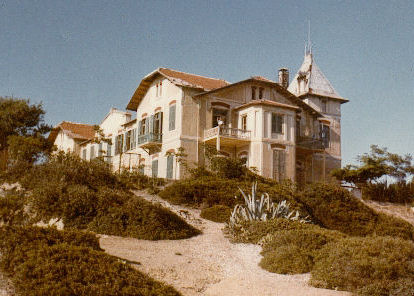
Verwaltungsgebäude Friedrich Speidel und SAMM (1958)

1903 erlebt der Ort Limenaria einen beträchtlichen Aufschwung durch die Einrichtung des Speidel’schen Betriebes. Der Bau der Anlagen, Gebäude und der Erztransporteinrichtungen am Ostrand von Limenaria, der Aufschluss des nur 2 km entfernten Tagebaus Vouves und der Betrieb des Unternehmens fördern bei einer Großzahl von Beschäftigten die Entwicklung und den Wohlstand des Ortes über 11 Jahre lang. Mit Beginn des Ersten Weltkrieges müssen die Betriebe schließen. Im Jahre 1925 werden die im Krieg zerstörten Anlagen wieder aufgebaut und durch die SAMM (Vieille Montagne) mit Sitz in Limenaria in gleichem Umfang wieder aufgenommen und nochmals etwa 8 Jahre fortgeführt. Unter dem Eigner Friedrich Krupp förderte die SAMM schließlich von 1955 bis 1964 Eisenerze aus den nahen Tagebauen von Koumaria, Platania und Koupanada und verschiffte sie über die Metalliabucht.

## Wirtschaft und Verkehr
Seit der Zeit des auslaufenden Bergbaus Mitte der 1960er Jahre ist der Tourismus als Wirtschaftsfaktor des Ortes zunehmend in den Vordergrund gerückt und stellt heute die Haupteinnahmequelle dar. Es wurden neue Hotels, insbesondere im Westen der Stadt und im dort gelegenen Ortsteil Trypiti errichtet. Limenaria ist seit 1972 über die gut ausgebaute Ringstraße sowohl auf der West- und als auch der Ostroute mit der Hauptstadt Limenas verbunden. Der in den 1950er Jahren geregelte Bootsverkehr von Limenaria nach Kavalla mit der Synginonia der Gebrüder Papageorgiou, der 3 ¼ Stunden bei ruhiger See dauerte, war in den 1960er Jahren mit dem Schiff Papageorgiou II auf 1 ½ Stunden verkürzt worden. Die Verbindung besteht heute nicht mehr.

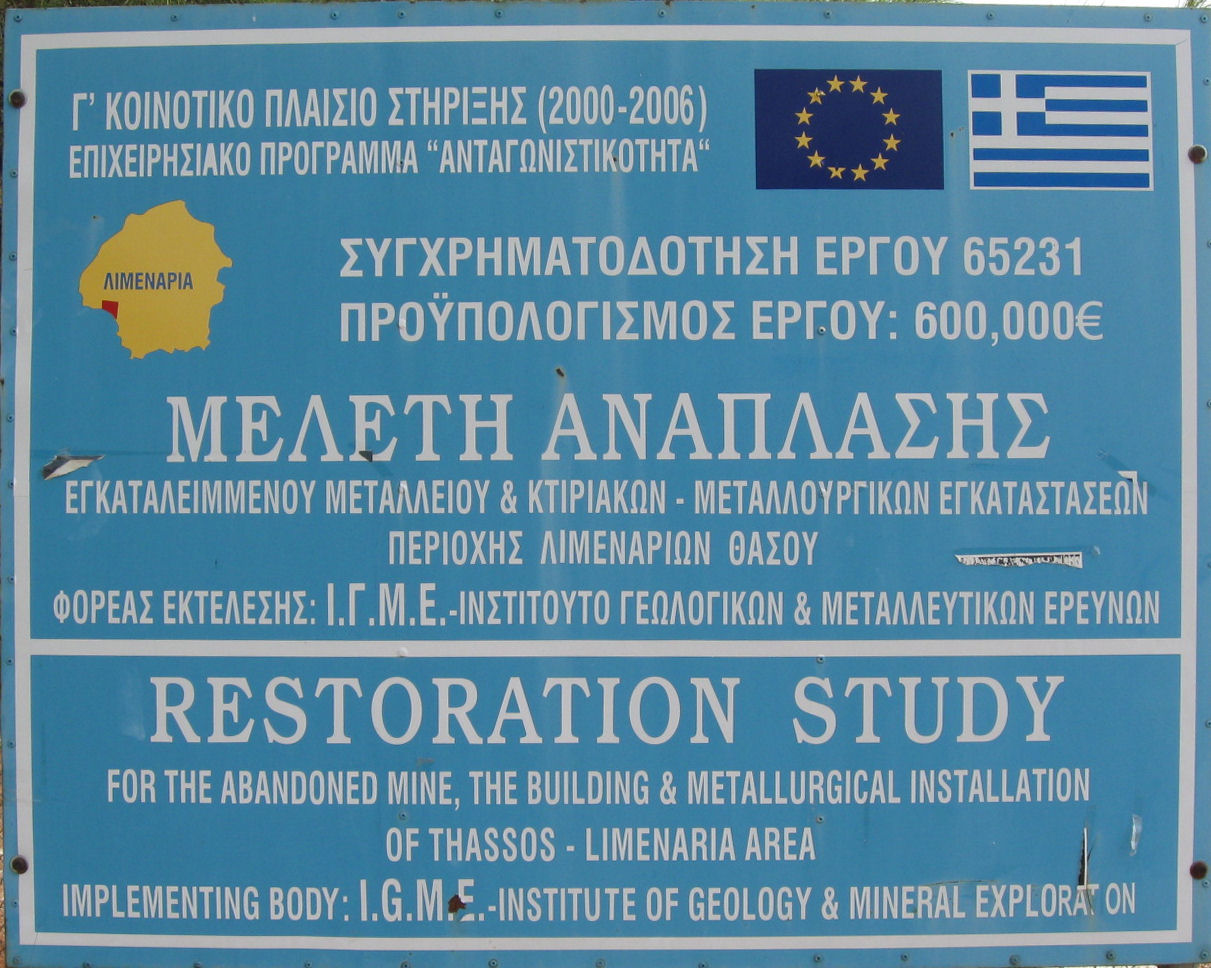
Ankündigung des Vorhabens

Der Kulturverein To Kastro bietet umfangreiche Jahresprogramme. Als ambitionöses Vorhaben im Touristikbereich galt das 2000 aufgelegte Industriekulturprojekt zur Wiederherstellung der aufgegebenen Abbaue, des Gebäudes und der metallurgischen Anlagen im Bereich Limenaria, auch als Geopark bezeichnet. Es konnten Mittel der Europäischen Union in Höhe von 600.000 € akquiriert werden. Die Durchführung der Arbeiten wurde der IGME übertragen.
Am 16. September 2005 wurde der Öffentlichkeit im hinteren Garten des Palati der Stand des Projektes von Vertretern der Behörden und der IGME vorgetragen. Nach Einstellung der Arbeiten war die Restaurierung des Gebäudes weit fortgeschritten jedoch nicht vollendet. Eine Projektkontrolle und Endabnahme durch die mitfinanzierende EU war ausgeblieben. Seither haben sich infolge mangelhafter Ausführung oder unvollständiger Sicherung wiederum gravierende Schäden am Gebäude eingestellt. Das Ergebnis der Wirtschaftlichkeit des Geopark Projektes, das etwa die Hälfte der akquirierten EU-Gelder beansprucht hat, wurde der Öffentlichkeit nicht mitgeteilt. Das Projekt muss als gescheitert betrachtet werden.